# Mykhaïlo Podoliak
Mykhaïlo Mykhaïlovytch Podoliak (en ukrainien : Михайло Михайлович Подоляк), né le 16 février 1972 à Lviv (Ukraine), est un journaliste et homme politique ukrainien. Depuis 2019, il est conseiller du président Volodymyr Zelensky,.
En 2022, il devient l'un des représentants de l'Ukraine aux négociations de paix russo-ukrainiennes lors de l'invasion russe de l'Ukraine.

## Jeunesse
Podoliak passe son enfance à Lviv et Novovolynsk. À partir de 1989, il vit en Biélorussie et est diplômé de l'Institut médical de Minsk.
Dans les années 1990, Podoliak travaille comme journaliste pour FM-Boulevard, Vremia, Narodnaïa Volia et Belorousskaïa Delovaïa Gazeta.
En 2004, il travaille comme rédacteur en chef adjoint du journal biélorusse d'opposition Vremia. En juin 2004, des agents du KGB de Biélorussie viennent chez lui et lui donnent une demi-heure pour faire ses valises. Les autorités biélorusses accusent Podoliak de « contrevenir aux intérêts de la sécurité de l'État » avec des publications contenant « des fabrications diffamatoires sur la situation réelle dans le pays, des appels à déstabiliser la situation politique en Biélorussie ». Il est expulsé en Ukraine avec interdiction de se rendre en Biélorussie pendant cinq ans.

## Carrière de journaliste
En 2005, Podoliak est rédacteur en chef d'Ukrainska Hazeta. En juin, la publication publie son article « La Cène » : il traite de l'empoisonnement en 2004 du candidat à la présidentielle de l'époque, Viktor Iouchtchenko. Le matériel était une enquête journalistique présentée sous une forme artistique. Dans ce document, l'auteur, s'appuyant sur ses propres sources, suggérait que des personnes proches de Iouchtchenko étaient à l'origine de l'empoisonnement : Davyd Jvania, chef adjoint du siège du Bloc Notre Ukraine, et Ievhen Tchervonenko, ministre des Transports et des Communications, membre du Parti de Iouchtchenko.
En 2006, Podoliak commence à collaborer avec la publication Internet ukrainienne Obozrevatel. Parallèlement, il devient conseiller du propriétaire de la publication, le président du Comité d'État pour la politique de réglementation et l'entrepreneuriat, Mykhaïlo Brodsky. En décembre 2011, Podoliak devient le rédacteur en chef d' Obozrevatel.
En juin 2011, Podoliak faisait partie des six journalistes qui ont été invités pour la première fois à la résidence Mejyhiria, la résidence du président ukrainien de l'époque Viktor Ianoukovytch.

## Carrière politique
En avril 2020, Podoliak devient conseiller du chef du bureau du président ukrainien Andriy Iermak et "responsable anti-crise" du bureau. Il contrôle l'ensemble de la politique d'information du Bureau du Président et conseille directement Volodymyr Zelensky. De plus, il prépare les ministres du gouvernement ukrainien aux interventions dans les médias afin que leurs prestations soient en ligne avec le contenu promu par le président.
Le 17 août 2022, durant l'invasion de l'Ukraine par la Russie, il menace d'attaquer le pont de Kertch, reliant la péninsule occupée à la Russie continentale et construit par la Russie en 2018, considérant le pont comme étant une cible militaire légitime et que « ce pont est une structure illégale et l'Ukraine n'a pas donné sa permission pour sa construction. Il porte préjudice à l'écologie de la péninsule et doit donc être démantelé. Peu importe comment : volontairement ou non ».
Le 8 octobre, le lendemain de l'anniversaire de Vladimir Poutine, après avoir évoqué qu'« une citerne de carburant » aurait pris feu sur le pont de Kertch, les agences de presse russes indiquent, par l'intermédiaire du Comité national antiterroriste russe, :
« Aujourd'hui à 6 h 7 (3 h 7 GMT) sur la partie routière du pont de Crimée.... a eu lieu l'explosion d'un camion piégé, qui a entraîné l'incendie de sept citernes ferroviaires qui allaient vers la Crimée ».

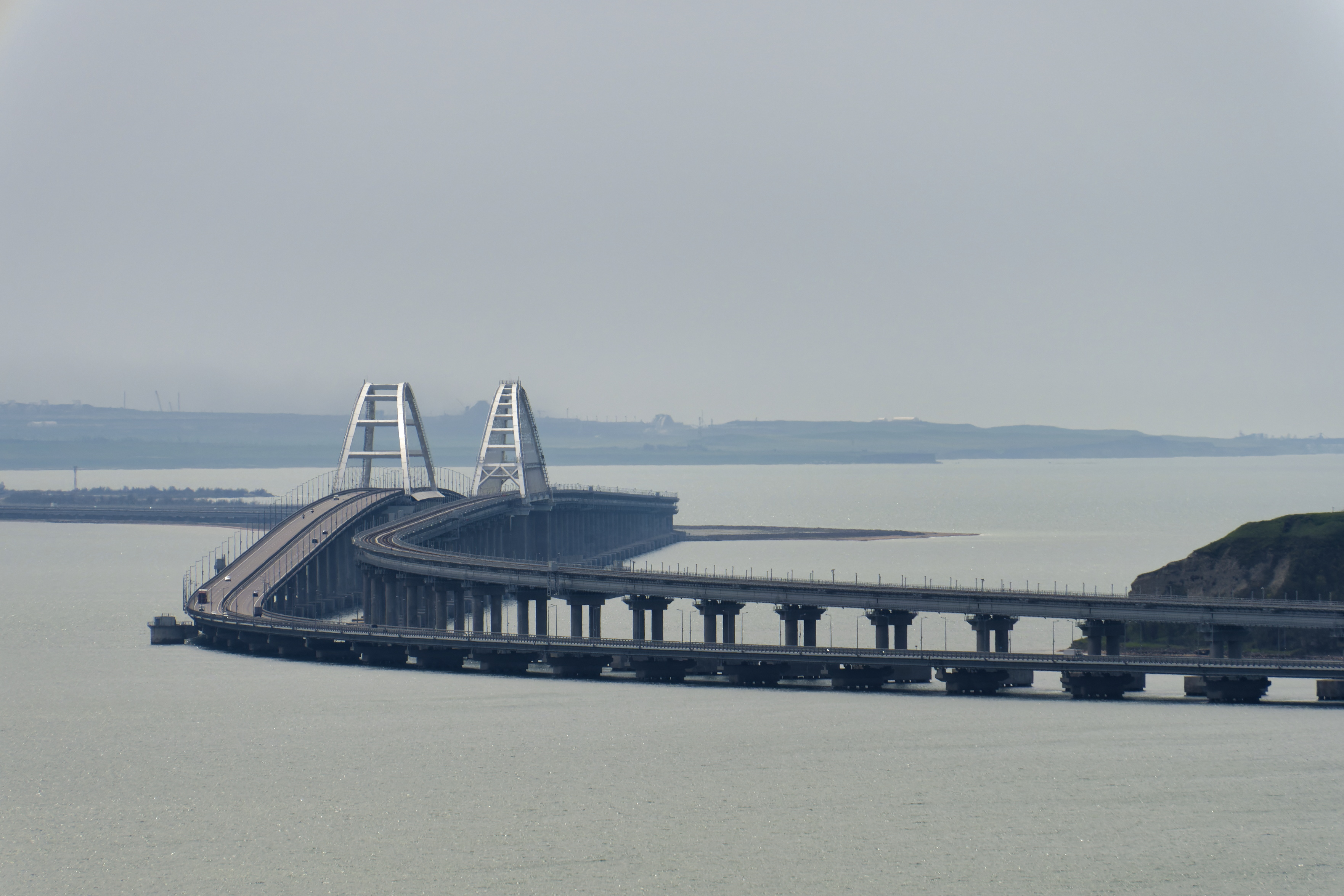
Le pont de Crimée avant l'attaque
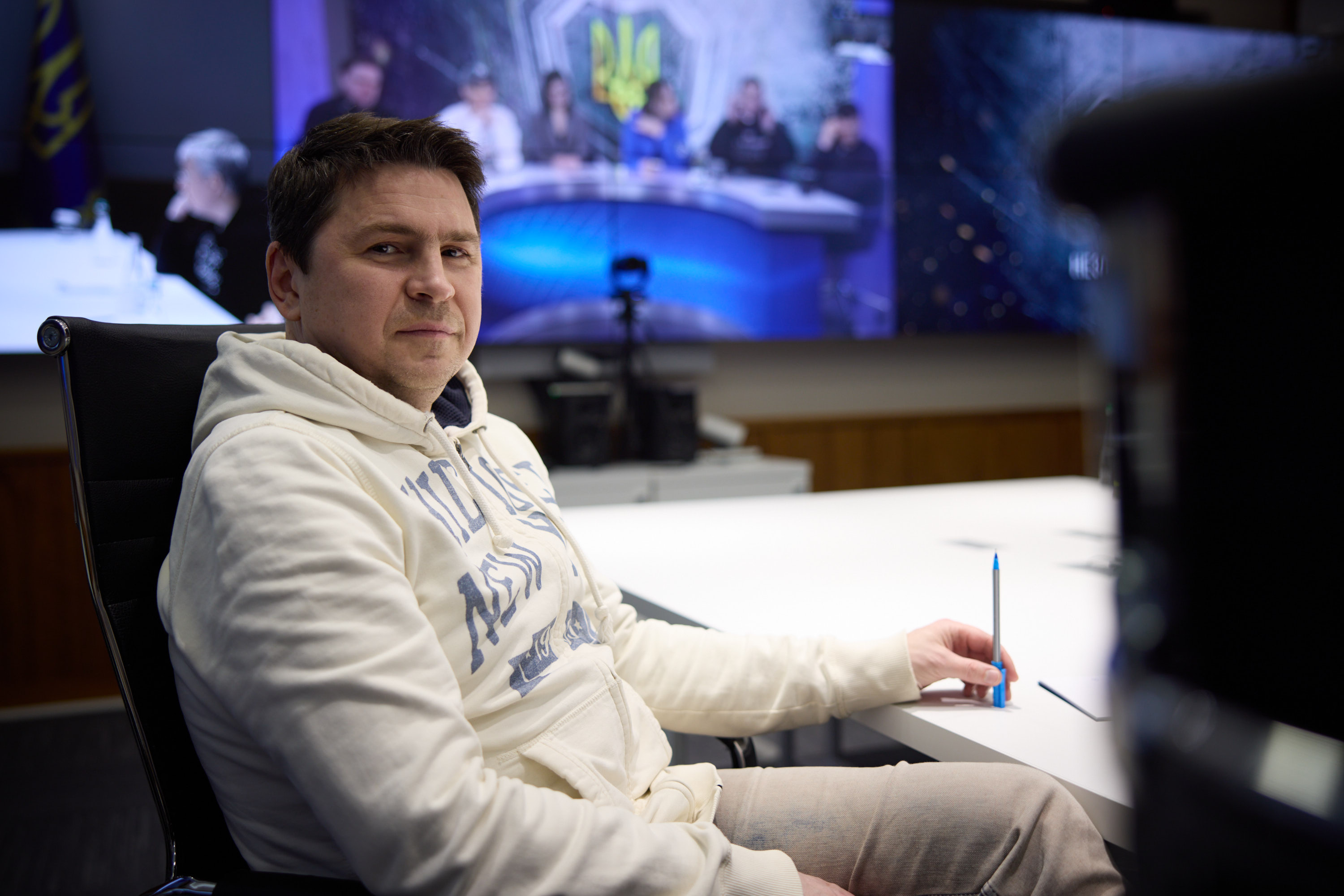
Mykhaïlo Podoliak en réunion avec les différents médias ukrainiens au sujet du téléthon "United News" (en) permettant une coordination entre les différents médias ukrainiens afin d'informer les ukrainiens sur la guerre, le 26 février 2023.